# Adolphe Hamesse

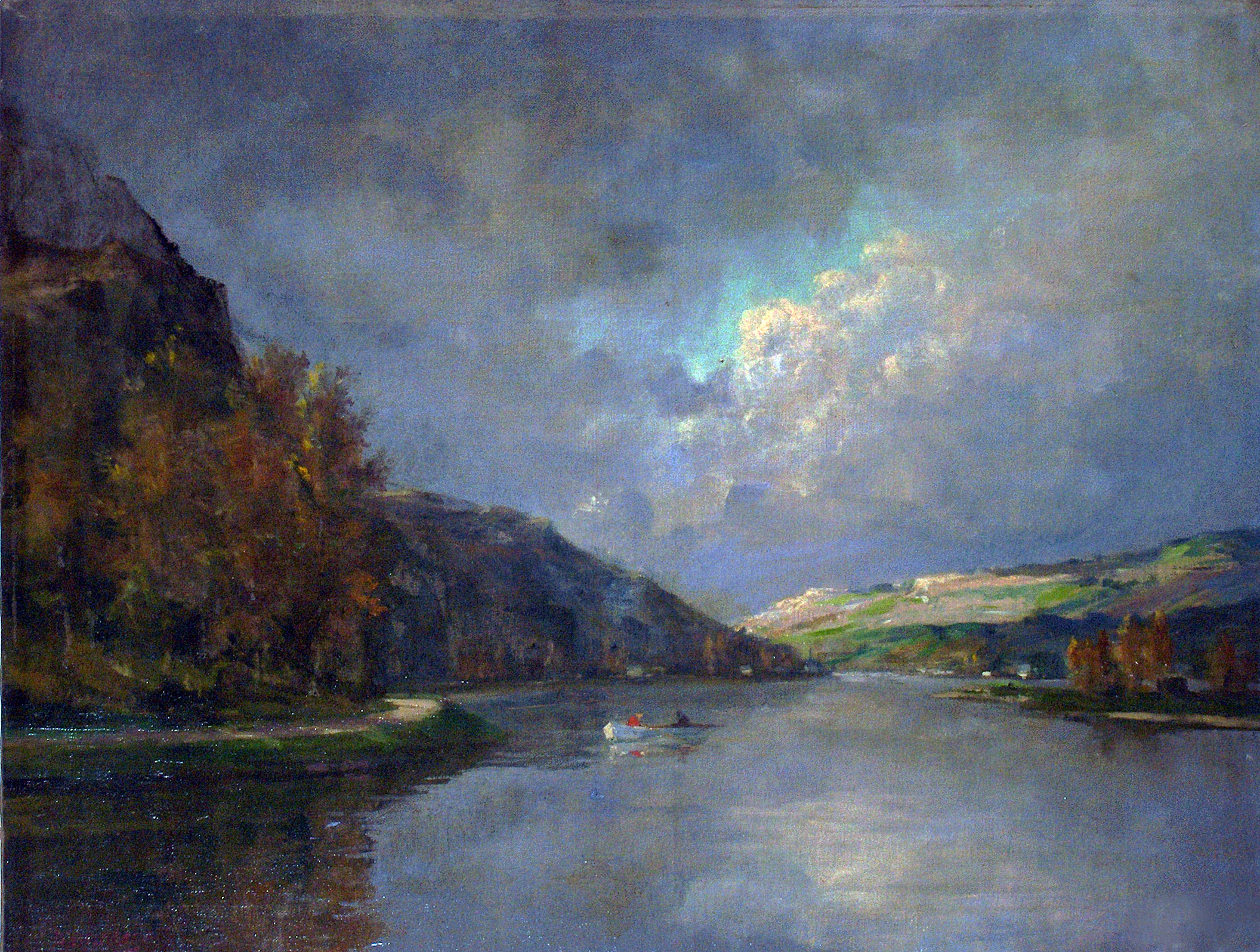
Maaslandschap

Adolphe Hamesse (Brussel, 1849 - Elsene, 1925) was een Belgische landschapsschilder.
Hij was een leerling aan de Academie van Brussel van Paul Lauters en Jean-Baptiste Meunier (1863-1870 en 1876-1878). Hij debuteerde in 1873 op het Driejaarlijks Salon van Antwerpen.
Hij hield het atelierschilderen spoedig voor gezien en werd, zoals veel schilders in die tijd, een plein-airist. Hij werkte vooral in het Zoniënwoud en schilderde er op precieze, maar enigszins melancholische wijze menig bosgezicht, hoofdzakelijk bij de wisseling der seizoenen. Door zijn stilistische verwantschap met de School van Tervuren wordt hij gerekend als een geestverwant aan de tweede generatie van deze School, samen met Théo Hannon, Richard Viandier, Péricles Pantazis, Jean-François Taelemans en Joseph-Charles François.
Hij was eveneens actief in de Ardennen en in de Kempen (onder andere in Mol). Hij wordt ook soms ondergebracht bij de schilders, die in het spoor van Jacob Smits, in de omgeving van Mol hebben geschilderd. Hij schilderde niet alleen bosgezichten maar ook duingezichten en genretaferelen op de hoeve of de akker.

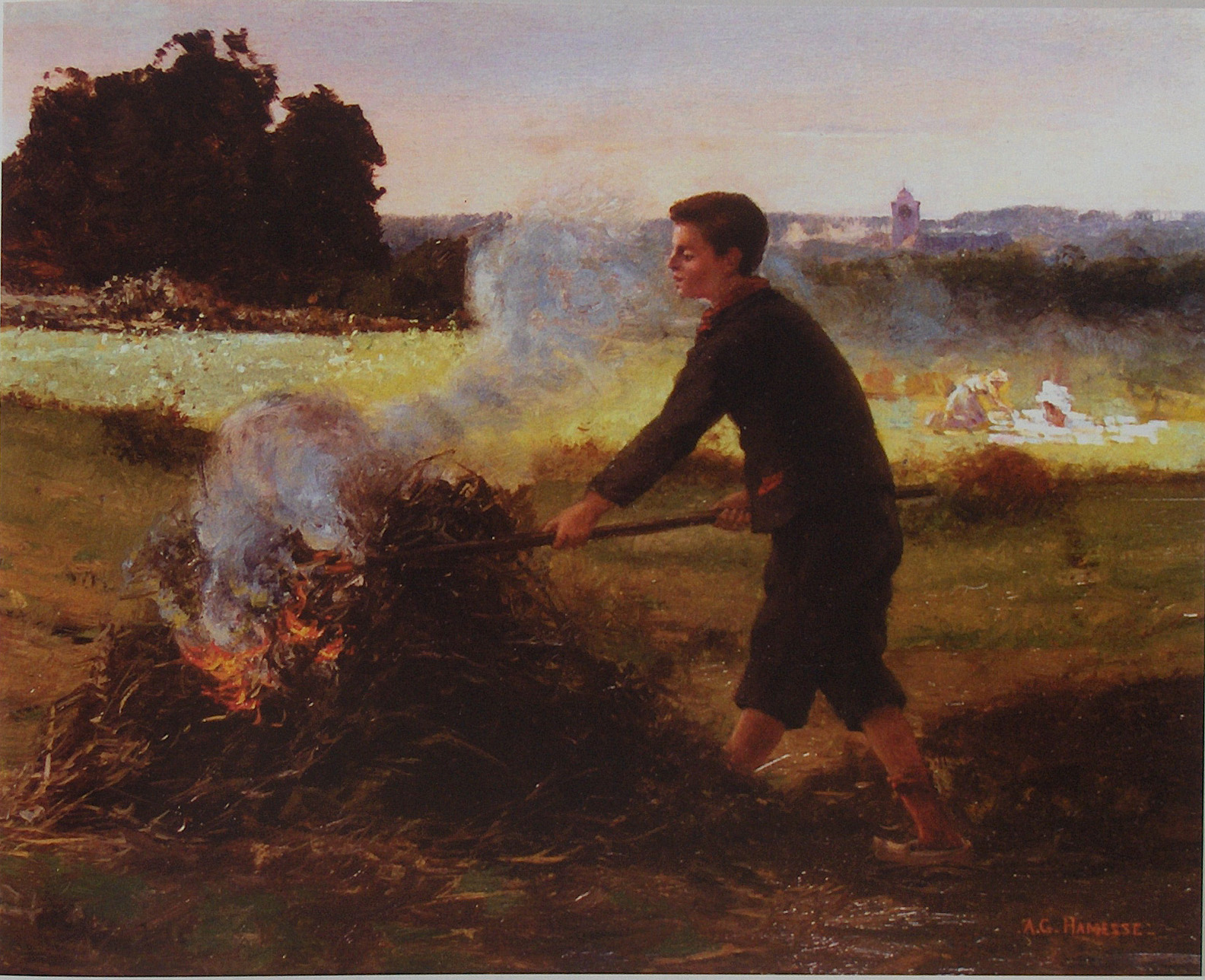
Het verbranden van het aardappelloof

Hij speelde geen grote rol in Brusselse kunstkringen maar werd toch lid van L'Essor (1876) en later stichtend lid van Pour l'Art (1892). Hij had zijn atelier tussen 1885 en 1886 in de Godecharlestraat nr. 8 in het Leopoldskwartier in Brussel. Voordien had Alfred Verwee er vele jaren zijn atelier.
Bij een tentoonstelling van L'Essor in de Alhambra in Brussel, werden er van enkele schilderijen van Hamesse het volgende commentaar gegeven in het tijdschrift "L'Art Moderne" : (in vrije vertaling) " De doeken van Adolphe Hamesse ontbreken glans. Het zijn landschappen, bosgezichten in de schemering. Nochtans is de weergave aangenaam en precies, en de tonaliteit is bevallig. Maar het geeft nooit enige emotie aan het gevoel. Er hoeft niet veel, maar dit weinige, subtiel en moeilijk definieerbaar, maakt een werk op onverklaarbare wijze bevattelijk voor een mens. en raakt ons. Bovendien zweeft er een vaagheid doorheen zijn landschappen. Toch moeten wij Hamesse loven, want hij is openhartig, hij is geen nabootser en gebruikt weinig trucjes. Tussen de actuele generatie van wazige schilderijen en schilderijen gemaakt door mensen met een oogontsteking, is hij een minnaar van het licht"
Hij nam ook deel aan tentoonstellingen in Wenen en Berlijn.
Hij was eveneens een begaafd tekenaar die veel boeken heeft geïllustreerd Van zijn hand zijn onder andere zestig tekeningen in het boek "Itinéraire illustré de L'Epopée de Waterloo".
Er is nog veel werk van hem in privé-bezit, maar ook enkele schilderijen in de musea van Aalst, Brussel, Elsene, Luik en het Jakob Smitsmuseum in Mol ("Kempens Ven"). Zijn werken worden nog regelmatig aangeboden op veilingen, zowel in het binnenland als in het buitenland.
Zijn zoon Paul Hamesse (1877-1956) werd een architect, interieurontwerper, schilder en tekenaar. De oudere zoon Georges Hamesse (1874-1925) werd eveneens schilder en medewerker van Paul.